# 델리 지하철

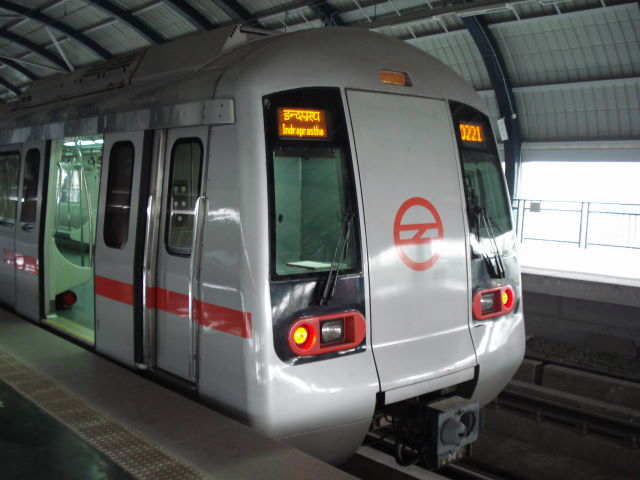
델리 지하철

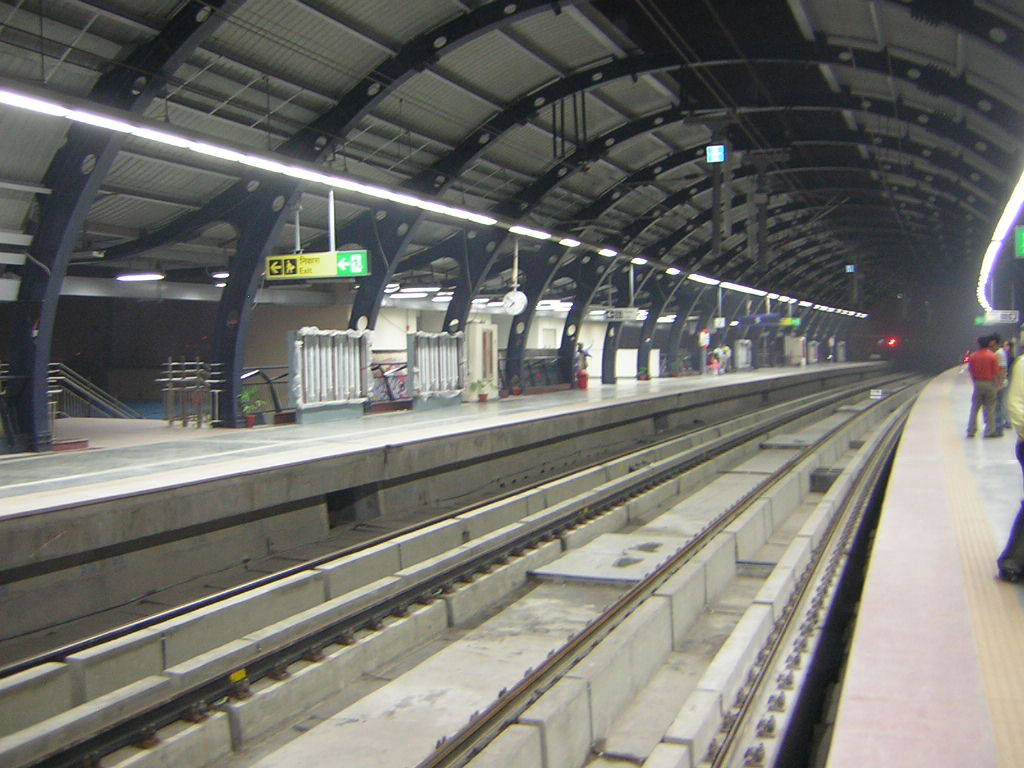
Rajouri Garden 역

델리 지하철은 인도의 수도 델리에서 운행하는 지하철이다. 이 지하철은 총 11개의 노선으로, 총 356.1km에 달한다. 266개의 역이 있으며, 62개의 역만 지하에 있다.

## 노선

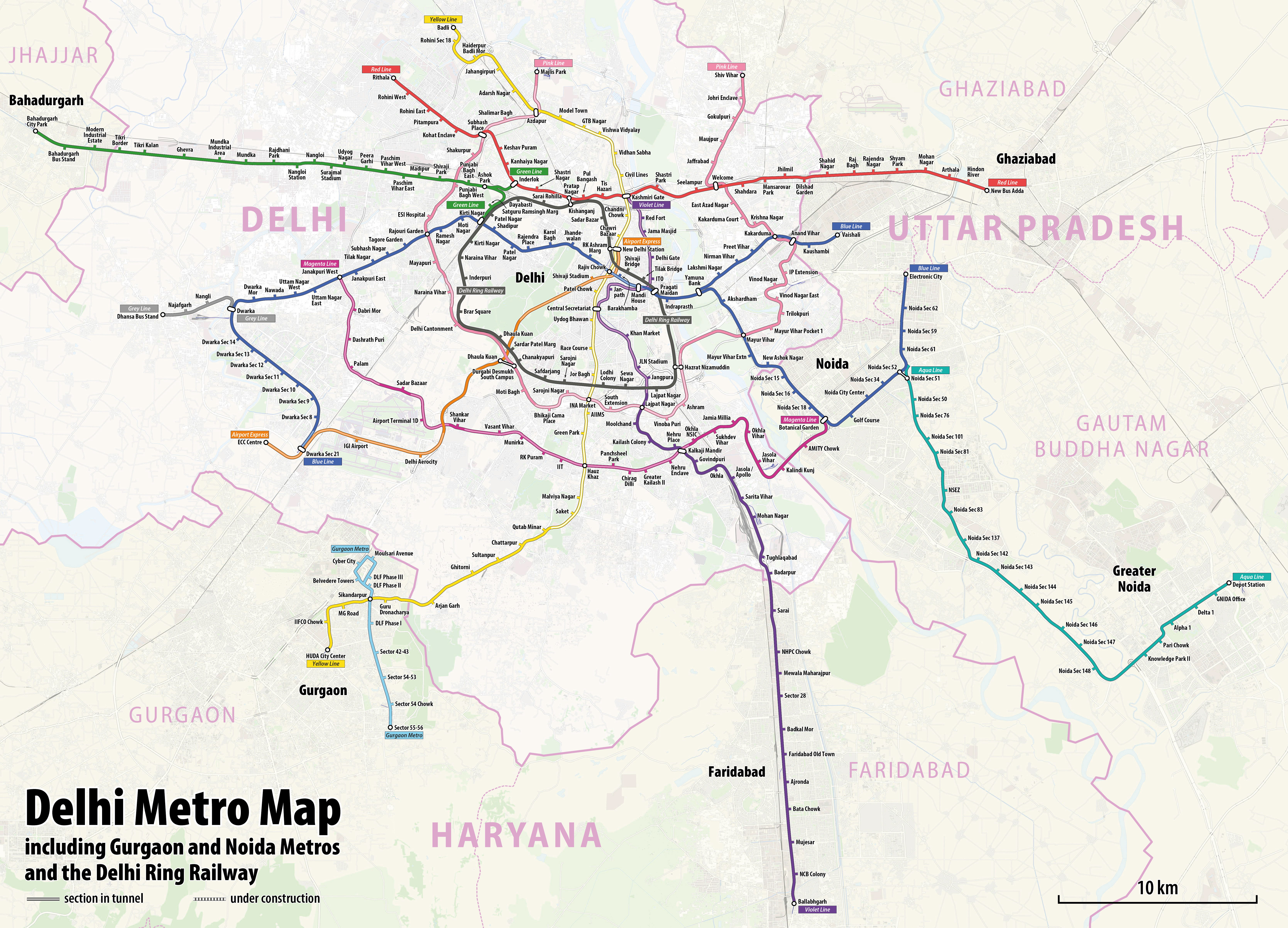
델리 지하철 노선도 (영어)

- 레드 선 : Shaheed Sthal(New Bus Adda) ~ Rithala
- 옐로우 선 : Samaypur Badili ~ HUDA City Centre
- 블루 선 : Noida Electronic City ~ Dwarka Sector 21, Yamuna Bank ~ Vaishali
- 그린 선 : Inderlok ~ Bahadugarh City Park, Kirti Nagar ~ Ashok Park Main
- 보라 선 : Kashmere Gate ~ Ballabhgarh
- 공항 익스프레스 : New Delhi ~ Airport ~ Dwarka Sector 21
- 핑크 선 : Majis Park ~ Shiv Vihar
- 마젠타 선 : Janakpuri West ~ Botanical Garden
- 그레이 선 : Dwarka ~ Dhansa Bus Stand
- 노이다 아쿠아선 : Noida Sector 51 ~ Delta Depot
- 구르가온 라피드선 : Sector 55-56 ~ Cyber City 순환

## 보안
델리 지하철은 군사적 목적을 가지고 있어서 테러를 막기위해 지하철역에서 지하철을 타기 전에 공항과 같이 X-ray 촬영 및 금속탐지기 통과 등 수속을 거친 뒤 열차에 승차할 수 있으며, 내부에는 사진을 촬영할 수 없다.

## 여성전용칸
델리 지하철에서는 여성들의 편의를 위해 맨 앞 차량에 여성전용칸을 운영하고 있다. 여성전용칸에 들어간 남성은 경찰이 하차시킨 후 체벌 및 벌금형을 가한다.

## 같이 보기
- 지하철 목록

## 참고 문헌
1. ↑  남자, 여자 따로 다른 곳을 통과하며 남자는 남자경찰이, 여자는 여자경찰이 가볍게 몸수색을 한다.
2. ↑  김진영 통신원 (2010년 9월 27일). “印 델리 지하철에 여성 전용칸 설치”. 노컷뉴스. 2011년 9월 1일에 확인함.
3. ↑  유세진 기자 (2010년 11월 29일). “지하철 여성전용칸 탄 印남성들 수난…성난 여성들에 체벌 당해”. 뉴시스. 2011년 9월 1일에 확인함.[깨진 링크(과거 내용 찾기)]